# Варсонофий (Лебедев, Василий Павлович)
Епископ Варсоно́фий (в миру Василий Павлович Лебедев; 1871, село Старухино, Новгородская губерния — 2 [15] сентября 1918, гора Золотуха, Кириллов, Череповецкая губерния) — епископ Русской православной церкви, епископ Кирилловский, викарий Новгородской епархии.
В 2000 году причислен к лику святых Русской православной церкви.

## Происхождение и образование
Отец — Павел Михайлович Лебедев, псаломщик Никольского храма Старухинского погоста. Мать — Агриппина Ивановна, овдовела, когда Василию исполнилось 8 лет. На руках вдовы осталось восьмеро детей, старшему исполнилось 14 лет. Младший брат Алексей (в монашестве Арсений) — впоследствии инок монастыря «Забудущие родители», расстрелян 17 декабря 1937 года.
Окончил Боровичское духовное училище; в 1894 году — Новгородскую духовную семинарию, где влияние на него оказал преподаватель по истории раскола Николай Сперовский (впоследствии архиепископ); участвовал в миссионерских поездках преподавателя с учениками по Старорусскому уезду.

## Монашество и миссионерство
С 1894 года являлся помощником епархиального миссионера Новгородской епархии, проповедуя среди старообрядцев. Будучи ещё семинаристом, он досконально изучил старопечатные книги, а учась в выпускном классе, уже ездил на диспуты со староверами.
1 апреля 1895 года принял монашеский постриг с именем Варсонофий. В значительной степени на решение последовать иноческим путём повлияла его встреча со знаменитым миссионером Павлом Прусским, произошедшая за год до блаженной кончины старца. Их беседа утвердила молодого человека в выборе своего призвания и архимандрит Павел благословил его на монашеский подвиг.
9 апреля 1895 года был рукоположён во иеродиакона, 30 июля — в сан иеромонаха и был причислен к братии новгородского Антониева монастыря, при этом продолжал исполнять обязанности миссионера.
С 1896 года стал епархиальным миссионером-проповедником Новгородской епархии. Побудил многих старообрядцев перейти в единоверие (то есть признать административную подчинённость Св. Синоду при сохранении старых обрядов). Умел заинтересовать крестьянскую аудиторию своими выступлениями. Был строителем нескольких единоверческих храмов, где после освящения он торжественно и истово совершал богослужение по древним книгам. Публиковал статьи на миссионерские темы в «Новгородских епархиальных ведомостях», выпустил ряд книг и брошюр. По уездам епархии устраивал краткосрочные курсы для городского и сельского духовенства.
Был одним из главных устроителей новой обители в Боровичском уезде, в местности с необычным названием «Забудущие родители». Она возникла как приписной к Антониеву монастырю скит на древнем кладбище, в 30 верстах от Старухинского погоста. В 1917 году скит был преобразован в самостоятельный монастырь Пятницкая пустынь.
Участвовал во Всероссийских миссионерских съездах в Казани (1897) и Киеве (1908), первом единоверческом в Петербурге (1912). В 1909 году был приглашён в Москву на Первый Поморский съезд старообрядцев-беспоповцев. За свою миссионерскую деятельность был награждён в 1902 году наперсным крестом, в 1909 году возведён в сан архимандрита. Также награждён орденами св. Анны II степени (1912), св. Владимира IV степени (1916).
В конце 1911 года был командирован в Воронцовский женский монастырь Псковской епархии для дознания о деятельности псковских иоаннитов. В результате настоятельница монастыря была смещена, а Св. Синод 13 апреля 1912 года признал иоаннитов «сектой хлыстовской киселёвского толка».

## Епископ
11 декабря 1916 года последовало Высочайшее повеление о назначении его 2-м викарием Новгородской епархии. 7 января 1917 года наречён в Грановитой палате Новгородского Кремля, 8 января (ст. ст.) 1917 года хиротонисан во епископа Кирилловского в новгородском Софийском соборе. В хиротонии, которую возглавил архиепископ Новгородский Арсений (Стадницкий), участвовали два будущих священномученика — епископы Гдовский Вениамин (Казанский) и Каширский Иувеналий (Масловский).
Был известен как талантливый проповедник, создал в Кириллове Братство православных жен и мужей, одной из задач которого была охрана православных святынь, главным образом, святынь Кирилло-Белозерского монастыря. С его благословения начались работы по реставрации наиболее чтимых святынь обители — храмовой иконы Успенского собора и древнейшего образа Кирилла Белозерского. Отдал половину архиерейского дома для устройства в монастыре музея-древлехранилища.

## Мученическая кончина и прославление
14 сентября 1918 года Варсонофий и искусствовед Александр Анисимов осматривали древности Горицкого Воскресенского монастыря. На обратном пути из монастыря Варсонофий был арестован и заключён в тюрьму в Кириллове. На следующий день, в числе иных, был бессудно казнён Череповецким губернским карательным отрядом на горе Золотухе; тела были похоронены там же в одной могиле.
Вместе с ним были казнены:
- игумения Ферапонтова монастыря Серафима (в миру Елизавета Николаевна Сулимова), (род. в 1859 году, город Устюжна Новгородской губернии). В 1874 году поступила в Леушинский Иоанно-Предтеченский монастырь, с 1884 года — послушница, была регентом монастырского хора, организовывала монашескую жизнь на подворье Леушинского монастыря в Петербурге. Пострижена в монашество в 1901 году. С 1902 года — казначея Леушинского монастыря. С 1905 года — настоятельница возобновлённого Ферапонтова монастыря. Игумения (1906). Много внимания уделяла образованию и воспитанию детей из Ферапонтовской Слободы. С мая 1918 года находилась под домашним арестом на монастырском подворье в Кириллове в связи с инцидентом, произошедшим между прихожанами Ферапонтова монастыря и комиссией по составлению описей монастырских ценностей;
- Михаил Дормидонтович Трубников (род. 1855), дворянин, капитан 2-го ранга в отставке, бывший мировой судья, земский начальник;
- Николай Игнатьевич Бурлаков (род. 1889), бывший гласный Кирилловской городской думы, практикант-техник;
- Анатолий Андреевич Барашков (род. 1870), зажиточный крестьянин деревни Гридино Кирилловского уезда;
- Филипп Кириллович Марышев (род. 1864), крестьянин деревни Малино Кирилловской волости, торговец.

В 1960-х годах могила была разрушена и осквернена, на её месте построили свинарник. 17 декабря 1998 года на месте казни мучеников был установлен крест. В 2005 году на средства благодетелей Кирилло-Белозерского монастыря на месте расправы построена часовня.

## Канонизация
Епископ Варсонофий был прославлен как местночтимый святой Вологодской епархии в 1999 году.
Юбилейным Архиерейским Собором Русской православной церкви в августе 2000 года он и расстрелянные вместе с ним люди причислены к лику святых новомучеников и исповедников Российских для общецерковного почитания.

## Труды
- Старообрядцы-беспоповцы, обличенные в неправоте веры в своей же моленной. — Новгород, 1902.
- Заметка по поводу статьи бывшего архимандрита Михаила, напечатанная им в старообрядческом журнале «Церковь», под заглавием «В защиту старообрядчества». Новгород, 1908.
- Беседы с новгородскими сектантами-пашковцами и баптистами. Новгород, 1909.